# Вальхайм
Вальхайм (нем. Walheim) — община в Германии, в земле Баден-Вюртемберг. 
Подчиняется административному округу Штутгарт. Входит в состав района Людвигсбург.  Население составляет 2971 человек (на 31 декабря 2010 года). Занимает площадь 6,14 км².